# Biolab
Biolab és un sol rack multi-usuari científic dissenyat per ser utilitzat en el Laboratori Columbus de l'Estació Espacial Internacional.
El Biolab realitza investigacions de suport biològic en plantes petites, petits invertebrats, microorganismes, cèl·lules animals, i cultius de teixits.
Inclou una incubadora equipada amb centrífugadora en què els subjectes experimentals anteriors poden ser sotmesos a nivells controlats d'acceleracions.
Aquests experiments ajudaran a identificar "el paper que actua la microgravetat en tots els nivells d'un organisme, dels efectes sobre una sola cèl·lula fins a un organisme complex incloent els éssers humans."

## Llançaments
El Biolab va ser pre-instal·lat a l'interior del Laboratori Columbus. El Transbordador Espacial Atlantis en el Vol de Muntatge 1E de l'ISS, la missió STS-122, va lliurar amb èxit el mòdul Columbus a l'ISS en el 9 de febrer de 2008.

## Galeria

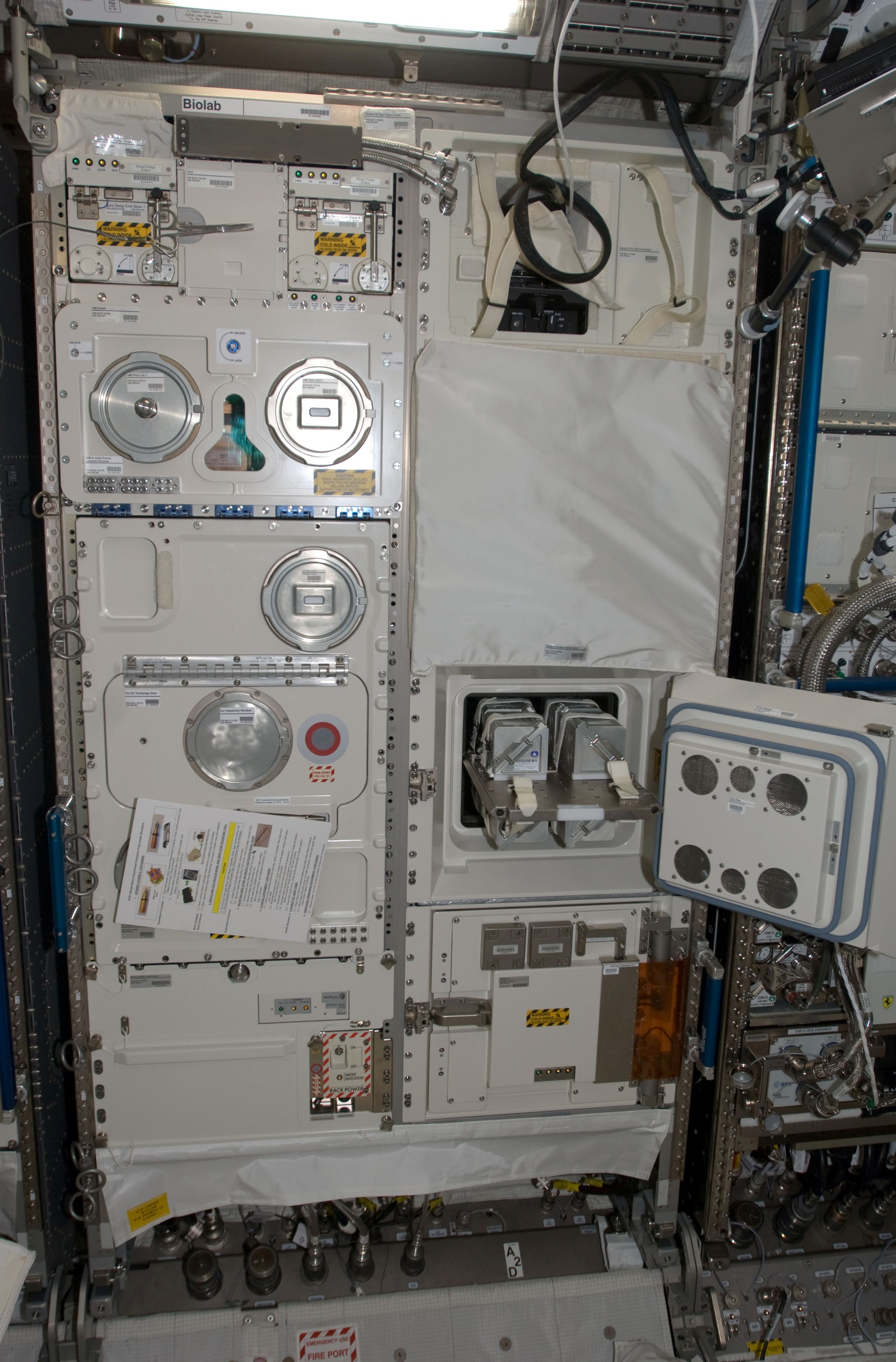
Imatge de la NASA: ISS018E012153 - Equip del BioLab en el mòdul Columbus. Imatge presa durant l'Expedició 18.
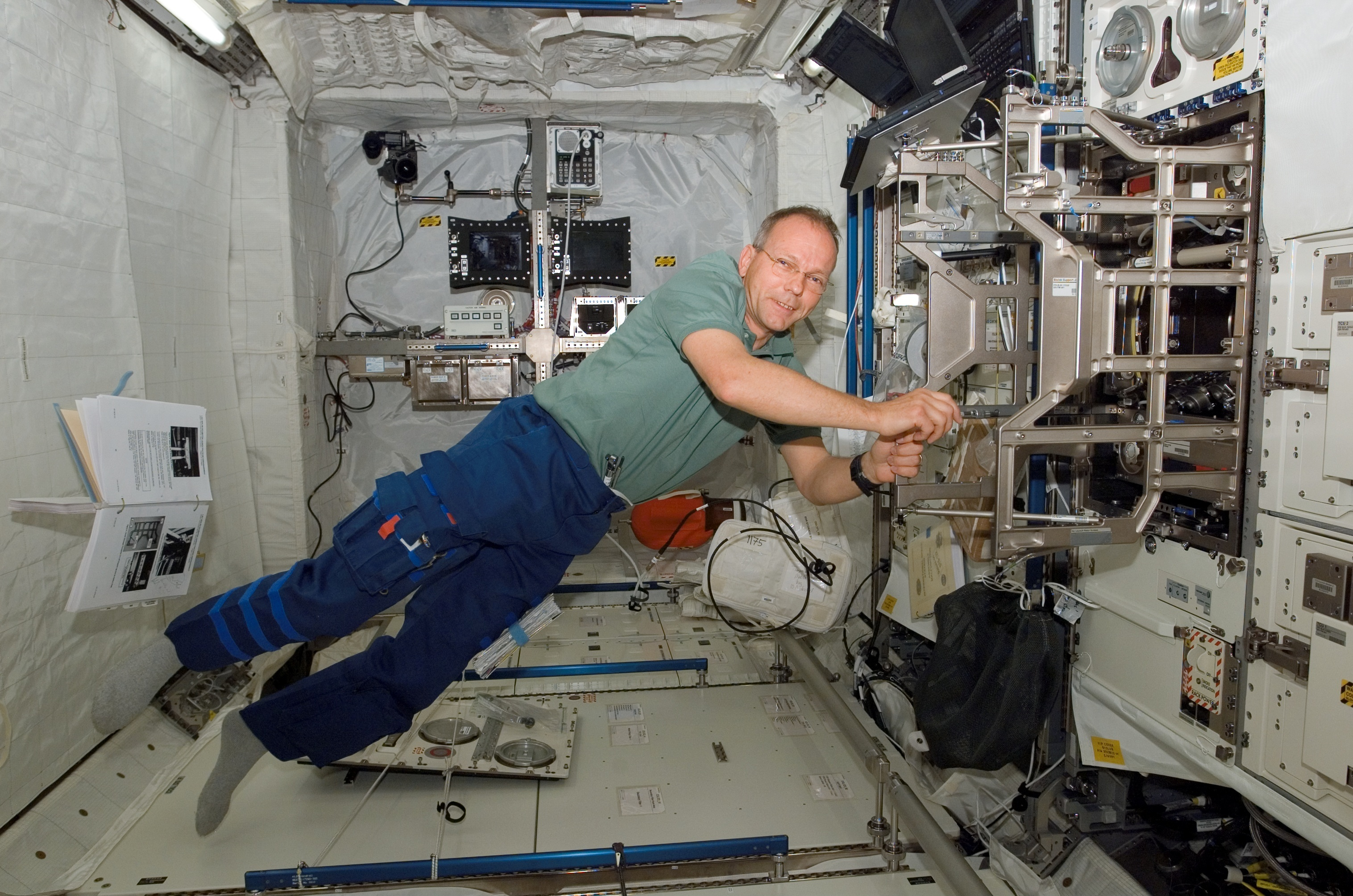
Imatge de la NASA: S122-E-008899: L'astronauta Hans Schlegel de l'Agència Espacial Europea, especialista de la missió STS-122, continua treballant per preparar el nou laboratori Columbus de l'Agència per al servei a bord de l'Estació Espacial Internacional.
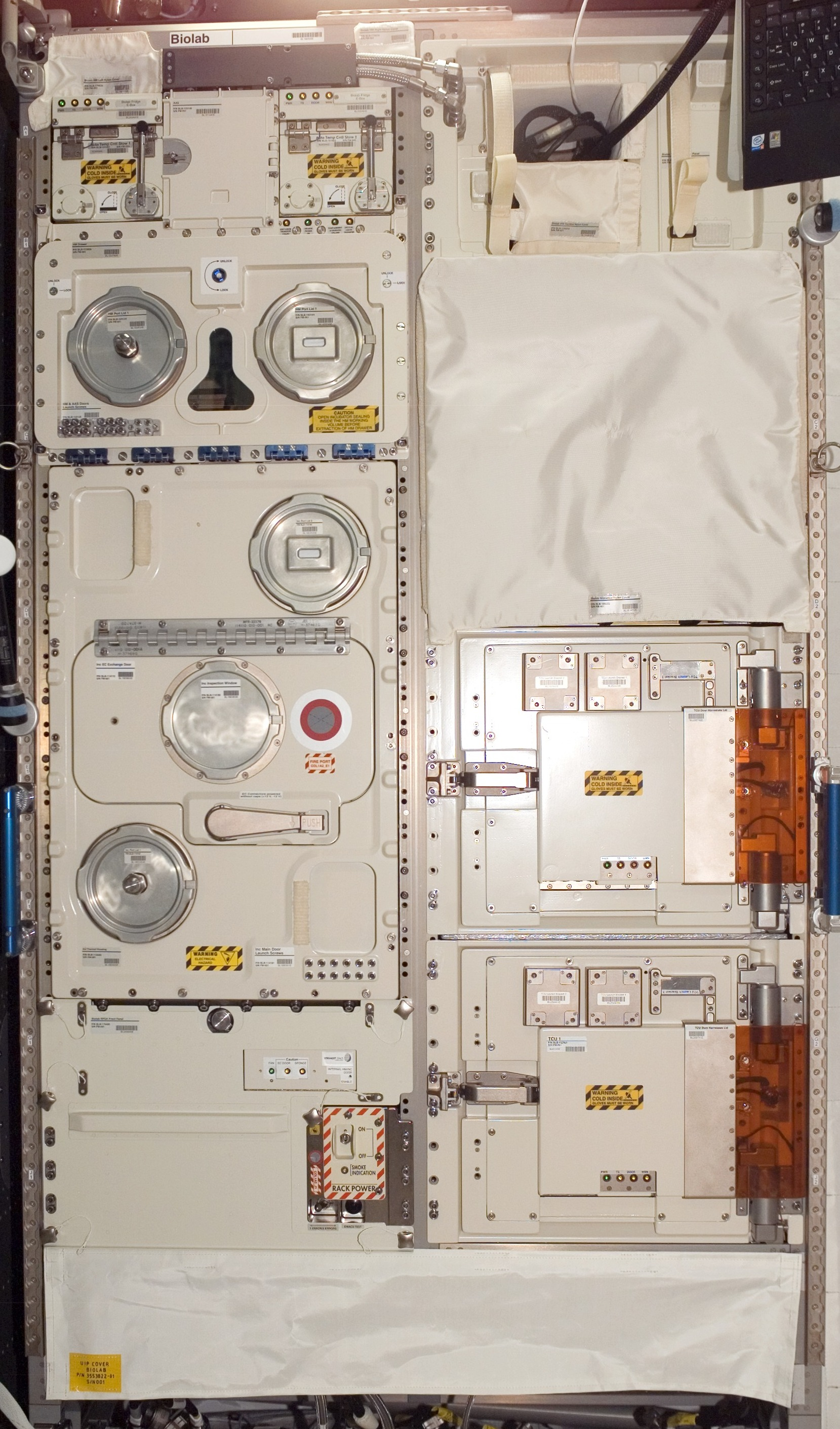
Imatge de la NASA: ISS016E030923 - L'equip del BioLab en el mòdul Columbus. Imatge presa durant l'Expedició 16.

### Publicacions relacionades
- Brinckmann E, Schiller P. Experiments with small animals in BIOLAB and EMCS on the International Space Station. Advances in Space Research. ;30(4):809-814. 2002
- Serafini L, Vigano W, Donati A, Porciani M, Zolesi V, Schulze-Varnholt D, Manieri P, El-Din Sallam A, Schmaeh M, Horn ER. The development of the hardware for studying biological clock systems under microgravity conditions, using scorpions as animal models. Acta Astronautica. ;60:420-425 2007